# Диамастигосис
Диамастигосис (др.-греч. διαμαστίγωσις — «избивание плетью») — соревнования юношей в выносливости при порке бичом. 
Порка проводилась ежегодно на алтаре Артемиды Орфии  в течение целого дня.
Плутарх сообщает:

Мальчиков в Спарте пороли бичом на алтаре Артемиды Орфии в течение целого дня, и они нередко погибали под ударами. Мальчики гордо и весело соревновались, кто из них дольше и достойнее перенесёт побои; победившего славили, и он становился знаменитым. Это соревнование называли „диамастигосис“, и происходило оно каждый год

Павсаний описывает последующее происхождение диамастигоза :

Приведу и другие доказательства, что Орфия в Лакедемоне — это деревянное изображение от иноземцев.
Во-первых, Астрабак и Алопек, сыновья Ирба, сына Амфисфена, сына Амфикла, сына Агиса, когда нашли изображение, тотчас обезумели.
Во-вторых, спартанцы-лимнаты, кинозуры и народы Месои и Питаны, принося жертвы Артемиде, впали в распри, что также привело к кровопролитию; многие были убиты у алтаря, а остальные умерли от болезней.
При этом им было дано пророчество, чтобы они обагрили жертвенник человеческой кровью.
Раньше его приносили в жертву тому, кому выпадал жребий, но Ликург изменил обычай на бичевание эфеба, и таким образом алтарь окрашивается человеческой кровью.
Рядом с ними стоит жрица, держа деревянное изображение. Теперь оно маленькое и легкое, но если когда-нибудь бичеватели пожалеют плеть из-за красоты человека или высокого положения, то жрица сразу же обнаружит, что изображение становится настолько тяжелым, что она с трудом может его нести. Она возлагает вину на бичевателей и говорит, что это их вина, что ее тяготят.
Так что образ со времен жертвоприношений в земле Таврической хранит свою любовь к человеческой крови. Называют ее не только Орфией, но и Лигодесмой (Ивовой), потому что она была найдена в зарослях ив, а окружающая ее ива заставляла статую стоять вертикально